# Ƣ

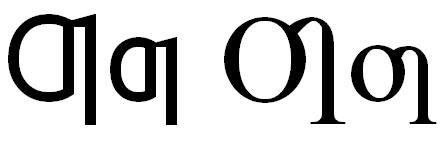
Letra Gha del alfabeto latino

La letra Ƣ (minúscula: ƣ) fue usada en varias ortografías latinas para el turco, así como en el azerí o la ortografía jaꞑalif para el tártaro. Su nombre es «gha», y representa una consonante fricativa velar sonora (ɣ), si bien a veces es usada para la fricativa uvular sonora (ʁ). Todas las ortografías que la usan han caído en desuso, por lo que la letra no posee buen soporte en las distintas fuentes. Puede verse aún en notas bancarias anteriores a 1983 usadas por la República Popular China.
Alfabéticamente, se ubica entre la ge y la hache.

## Unicode
En Unicode, la mayúscula Ƣ se codifica como U+01A3. Fue nombrada como «LETRA LATINA OI» por la Organización Internacional para Estandarización. A pesar de ello, está basada tipográficamente en la letra Q.
- Datos: Q394699
- Multimedia: Gha / Q394699